# Palacio de Deportes José María Martín Carpena
El Palacio de Deportes José María Martín Carpena es un pabellón deportivo multiusos localizado en Málaga, España. Es la principal instalación deportiva cubierta de la ciudad de Málaga y uno de los principales complejos deportivos de la Costa del Sol. Es conocido por ser la cancha del Unicaja Málaga de baloncesto.
Anteriormente conocido como Palacio de los Deportes Ciudad de Málaga, cambió su nombre en honor a don José María Martín Carpena, concejal del Partido Popular en el Ayuntamiento de Málaga asesinado el 15 de julio del año 2000 en la ciudad por la banda terrorista ETA.

## Características

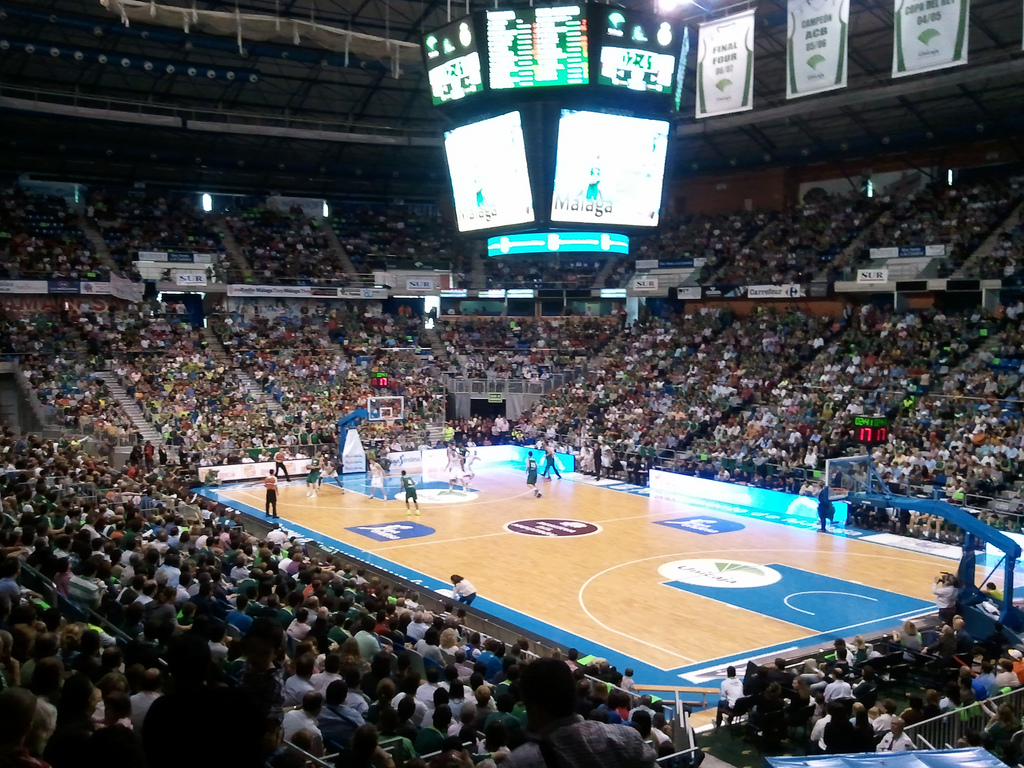
El estadio, con su antiguo, durante un partido de baloncesto en noviembre de 2011.

Es el mayor pabellón polideportivo del sur de España. En la actualidad tiene un aforo de 11 300 localidades sentadas. Originalmente tenía una capacidad de 9743 espectadores y una superficie de unos 22 000 metros cuadrados. 
En 2007 se planteó un proyecto para ampliar el aforo del recinto a una cantidad cercana a los 17 000 espectadores debido a la gran demanda de localidades y abonos por parte de los aficionados del Unicaja Málaga. Finalmente el proyecto se aprobó para ampliar el aforo por encima de los 11.000 espectadores y se inauguró el 9 de octubre de 2010 por el alcalde Francisco de la Torre.
En 2020 se realizaron diversas obras de restauración como la impermeabilización y aislamiento de la cubierta, el cambio de parqué, la mejora del sistema de videovigilancia y la instalación de una red wifi.

## Usos

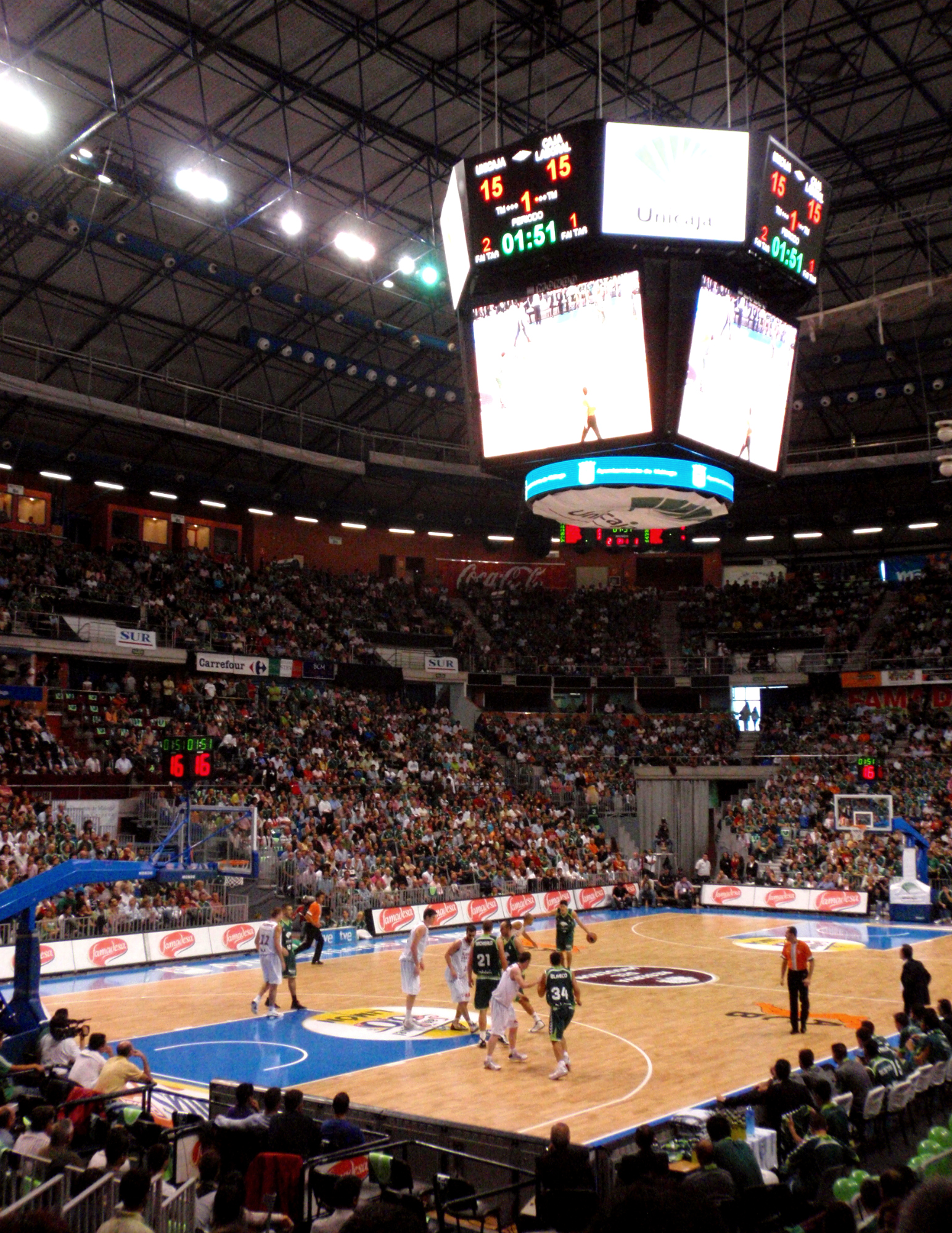
El Palacio durante un partido del curso 2010-2011 de la ACB.

El Palacio ha sido sede del torneo de tenis Máster de Málaga, de final de Copa Davis, del NBA Europe Live Tour 2007, de numerosos partidos de la Selección nacional de baloncesto y de los encuentros de baloncesto europeo del Unicaja Málaga, así como varias ediciones de la Copa del Rey de baloncesto y de la Supercopa de España. También ha albergado muchos encuentros relevantes de finales a cuatro o playoffs.
El recinto también ha albergado importantes eventos de otros deportes (fútbol sala, trial, hípica, lucha libre, etc.), culturales (ópera, musicales, conciertos, exposiciones, etc.) o cívicos (políticos, celebraciones, etc.).
En 2012 y más recientemente en 2016 albergó el tour Wrestlemania Revenge que la empresa norteamericana de lucha libre profesional, WWE, organizó por tierras españolas.
Los Premios Goya del año 2020 también fueron celebrados en el palacio tras confirmarse que su sede sería Málaga.
En 2022 albergó la final de la EHF European Cup de balonmano femenino entre el Costa del Sol Málaga y el Rocasa Gran Canaria. Este partido fue el encuentro con mayor número de asistentes al balonmano femenino español en toda la historia con un total de 7183 espectadores.
El 19 de noviembre de 2024, Rafael Nadal jugó los cuartos de final de la Copa Davis contra Países Bajos, siendo éste su último partido de tenis como profesional.

## Localización
Está situado en la zona oeste de la ciudad de Málaga, junto al río Guadalhorce y cercano a otras instalaciones deportivas como el Estadio Ciudad de Málaga y el Centro Acuático de Málaga. Dispone de muy buenas comunicaciones con el centro histórico de Málaga, a través de la MA-22; y con la Costa del Sol Occidental, con acceso a la Ronda de Málaga, a la avenida de Velázquez, al Paseo Marítimo de Poniente y a la Estación de Palacio de los Deportes de la línea 2 del Metro de Málaga. Además, el Aeropuerto de Málaga-Costa del Sol se encuentra a menos de 5 kilómetros.

## Transporte Público
EMT Málaga: Linea 7 Carlinda Paseo Parque Litoral Palacio de los Deportes Imperio Argentina.
Linea 31: Paseo Parque Carranque Palacio de los Deportes estás dos son las que llega directo desde el centro.
Otras líneas Alternativas cualquiera que llegue ha Puerta Blanca o Azucarera (Málaga Nostrum) sea Urbano o Interurbano.
Metro de Málaga: tiene su Estación llamada Palacio de los Deportes con su Linea 2 Desde Guadalmedina. 
Cercanías Málaga: desde Aeropuerto o Municipios cercanos de Málaga la estación más cercana es Victoria Kent.